# Asian Sevens Series Femenino
El Asian Sevens Series Femenino es un torneo de selecciones de rugby 7 que se realiza en Asia desde 2000.

## Campeonatos
| Edición | Año  | Sede         | Campeón    | Resultado | 2º puesto  |
| ------- | ---- | ------------ | ---------- | --------- | ---------- |
| I       | 2000 | Hong Kong    | Kazajistán | 41 - 0    | Hong Kong  |
| II      | 2001 | Hong Kong    | Kazajistán | 45 - 0    | Hong Kong  |
| III     | 2002 | Hong Kong    | Kazajistán | 55 - 0    | Hong Kong  |
| IV      | 2003 | Hong Kong    | Kazajistán | 34 - 0    | Hong Kong  |
| V       | 2004 | Almaty       | Kazajistán | 45 - 5    | Singapur   |
| VI      | 2005 | Singapur     | Kazajistán | 24 - 5    | Japón      |
| VII     | 2006 | Taskent      | China      | 22 - 12   | Kazajistán |
| VIII    | 2007 | Doha         | Kazajistán | 26 - 0    | Japón      |
| IX      | 2008 | Hong Kong    | Japón      | 17 - 12   | Tailandia  |
| X       | 2009 | Pattaya      | China      | 24 - 14   | Tailandia  |
| XI      | 2010 | Cantón       | China      | 26 - 10   | Kazajistán |
| XII     | 2011 | Pune         | China      | 31 - 12   | Kazajistán |
| XIII    | 2012 | Pune         | Fiyi       | 15 - 0    | China      |
| XIV     | 2013 | Varias Sedes | Japón      | Tabla     | China      |
| XV      | 2014 | Varias Sedes | China      | Tabla     | Japón      |
| XVI     | 2015 | Varias Sedes | Japón      | Tabla     | China      |
| XVII    | 2016 | Varias Sedes | Japón      | Tabla     | China      |
| XVIII   | 2017 | Varias Sedes | Japón      | Tabla     | China      |
| XIX     | 2018 | Varias Sedes | Japón      | Tabla     | China      |
| XX      | 2019 | Varias Sedes | Japón      | Tabla     | China      |
| XXI     | 2021 | Dubái        | Japón      | 14 - 12   | China      |
| XXII    | 2022 | Varias Sedes | China      | Tabla     | Japón      |
| XXIII   | 2023 | Varias Sedes | Japón      | Tabla     | China      |
| XXIV    | 2024 | Varias Sedes | China      | Tabla     | Japón      |

## Posiciones
- Número de veces que las selecciones ocuparon las dos primeras posiciones en todas las ediciones.

| Selección  | Campeón | 2º puesto |
| ---------- | ------- | --------- |
| Japón      | 9       | 5         |
| China      | 7       | 8         |
| Kazajistán | 7       | 3         |
| Fiyi       | 1       |           |
| Hong Kong  |         | 4         |
| Tailandia  |         | 2         |
| Singapur   |         | 1         |